# Copa da Liga Escocesa 1958–59
A Copa da Liga Escocesa de 1958-59 foi a 13º edição do segundo mais importante torneio eliminatório do futebol da Escócia. O campeão foi o Heart of Midlothian F.C, que conquistou seu 2º título na história da competição ao vencer a final contra o Partick Thistle F.C., pelo placar de 5 a 1.

## Premiação
| Copa da Liga Escocesa de 1958-59            |
| Escócia                                     |
| ------------------------------------------- |
| Heart of Midlothian F.C Campeão (2º título) |